# 전술항공통제단
전술항공통제단(Tactical Air Control Party)은 육상에서 전술 항공 책임 지역 내의 공세와 수세 임무를 수행하기 위하여 지상에서 항공기의 통제와 경보 기능을 제공하는 전술 항공 편성체에 속하는, 융통성 있는 행정 및 전술 구성 부대이다.

## 같이 보기
- 근접항공지원
- 전방항공통제